# Die toten Augen
Personnages
- Arcesius, envoyé spécial romain à Jérusalem (baryton)
- Myrtocle, sa femme, une Corinthienne (soprano)
- Aurelius Galba, centurion romain, ami d'Arcesius (ténor)
- Arsinoé, esclave de Myrtocle, grecque îlienne (soprano)
- Marie de Magdala (contralto)
- Jésus (baryton, voix derrière la scène)
- Ktesiphar, médecin miraculeux égyptien (ténor-bouffon)
- Quatre femmes juives (trois sopranos, une mezzosoprano)
- Coupeurs, esclaves, filles esclaves d'Arcesius, peuple juif (chœur)

Prologue :
- Le Berger (ténor)
- Le Faucheur (baryton)
- Le garçon berger (soprano)

Airs
- Amor und Psyche

Die toten Augen (en français Les Yeux morts) est un opéra d'Eugen d'Albert sur un livret de Hanns Heinz Ewers et Marc Henry, créé en 1916 à l'opéra de Dresde.

## Argument
Prologue
Zone rurale vallonnée et lumineuse un jour d'été
La journée touche à sa fin. Les agriculteurs rentrent chez eux. Un berger remarque qu'un de ses agneaux a disparu. Malgré l'obscurité, il part à sa recherche.
Acte
Place avec fontaine devant une maison de campagne romaine
Arcesius atteint le sénateur romain. En raison de son corps défiguré et de ses traits faciaux durs, il est qualifié de laid par son entourage. Seule sa femme, la belle mais aveugle Myrtocle, pense qu'il est un beau jeune homme. Elle aimerait le voir un jour ! Puis elle apprend la nouvelle d'un certain Jésus de Nazareth, dont on dit qu'il a rendu la vue à de nombreux aveugles. Quand il entre à Jérusalem avec ses disciples, elle le cherche et est guérie. Mais Jésus lui a prophétisé qu'elle le maudirait avant le coucher du soleil. Myrtocle ignore ces paroles, se précipite chez elle, se regarde dans le miroir et se fait belle pour son époux bien-aimé (devant un psyché traversant les portiques).
Peu de temps après, le mari de Myrtocle, Arcesius, revient avec le capitaine Aurelius Galba d'une rencontre avec Ponce Pilate. Galba est depuis longtemps secrètement amoureux de Myrtocle. S'il n'était pas le meilleur ami d'Arcesius, il aurait depuis longtemps avoué son désir pour elle à Myrtocle. Arsinoe, l'esclave de Myrtocle, leur parle de la guérison miraculeuse. Arcesius prend cette nouvelle comme un coup. Il ne veut pas imaginer comment sa femme réagira en le voyant défiguré, boiteux, laid et difforme.
Alors que Myrtocle sort de la maison, Arcesius se cache rapidement derrière le puits. Galba s'arrête et fixe impassiblement Myrtocle. Mais elle croit que Galba est son mari bien-aimé. Elle se précipite vers lui et l'étreint férocement. Après une première hésitation, Galba ne peut plus résister à ses sentiments. Il l'attrape et l'embrasse chaudement. Maintenant c'est Arcesius qui ne peut plus se contenir. Avec un cri de colère et de désespoir, il se jette sur son ami, lui attrape la gorge à deux mains, le jette au sol et l'étrangle. Il fuit ensuite.
Myrtocle apprend enfin de son esclave qui a été assassiné ici et que l'animal difforme qui a tué Galba est son mari. Maintenant la prophétie de Jésus s'accomplit : elle le maudit. Elle regarde sans cesse le soleil du soir jusqu'à ce qu'elle soit aveuglée. Arcesius revient et l'escorte, maintenant qu'elle a besoin d'aide, dans la maison.
Si l'opéra est joué avec le prologue, une courte scène est le final : le berger a trouvé l'agneau égaré et le ramène à la maison.

## Orchestration
| Instrumentation de Die toten Augen                                                                                   |
| Bois |
| 3 flûtes (dont un piccolo), 2 hautbois (aussi un cor anglais), 2 clarinettes (aussi une clarinette basse), 3 bassons |
| Cuivres |
| 4 cors, 5 trompettes, 3 trombones, un tuba basse                                                                     |
| Cordes pincées |
| 1 célesta, 2 harpes                                                                                                  |
| Percussions |
| Timbales, percussions                                                                                                |
| Autres instruments                                                                                                   |
| Cordes frottées |

## Histoire
Les chanteuses de l'opéra de Dresde Helena Forti (de) et Grete Merrem-Nikisch créent les rôles de Myrtocle et d'Arsinoe, Friedrich Plaschke Arcesius, Curt Taucher Galba.
L'opéra est un triomphe, cependant moins que l'œuvre précédente de d'Albert Tiefland, grâce à un air de Myrtocle gravé sur un disque.

## Source de la traduction
- (de) Cet article est partiellement ou en totalité issu de l’article de Wikipédia en allemand intitulé « Die toten Augen » (voir la liste des auteurs).